# Komorniki (gmina)
Pour les articles homonymes, voir Komorniki.
Komorniki est une gmina rurale du powiat de Poznań, Grande-Pologne, dans le centre-ouest de la Pologne. Son siège est le village de Komorniki, qui se situe environ 21 km au sud-ouest de la capitale régionale Poznań.
La gmina couvre une superficie de 66,55 km2 pour une population de 19 187 habitants en 2011.

## Géographie

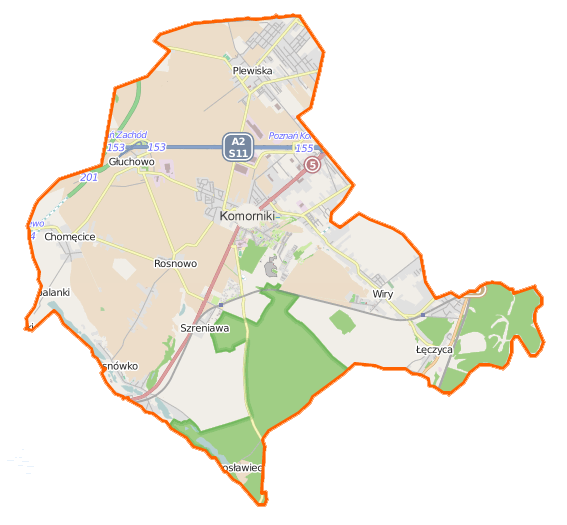
Plan de la gmina.

Outre le village de Komorniki, la gmina inclut les villages de:
- Chomęcice
- Głuchowo
- Jarosławiec
- Łęczyca
- Plewiska
- Rosnówko
- Rosnowo
- Szreniawa
- Walerianowo
- Wiry

### Gminy voisines
La gmina de Komorniki est bordée :
- des gminy de :
  - Dopiewo
  - Mosina
  - Stęszew
- des villes de :
  - Luboń
  - Poznań
  - Puszczykowo

## Structure du terrain
D'après les données de 2002, la superficie de la commune de Komorniki est de 66,55 km², répartis comme tel :
- terres agricoles : 73 %
- forêts : 16 %

La commune représente 3,5 % de la superficie du powiat.

## Démographie
Données du 30 juin 2011 :
| Description        | Total  | Total | Femmes | Femmes | Hommes | Hommes |
| ------------------ | ------ | ----- | ------ | ------ | ------ | ------ |
| Unité              | Nombre | %     | Nombre | %      | Nombre | %      |
| population         | 19 187 | 100   | 9 913  | 51,7   | 9 274  | 48,3   |
| Densité (hab./km²) | 288,3  | 288,3 | 148,9  | 148,9  | 139,3  | 139,3  |